# Поповський Марк Олександрович
Марк Олександрович Поповський (8 липня 1922, Одеса — 7 квітня 2004, США) — письменник, журналіст, правозахисник, дисидент.

## Біографія
Народився в єврейській родині, яка, за його словами, «кинулася в революцію». Батько — студент Одеського інституту народного господарства («Інархоз»), в майбутньому — відомий письменник, драматург і популяризатор науки Олександр Данилович Поповський (1897—1982), автор біографічних книг про вчених. Мати — науковець, кандидат біологічних наук, член ВКП(б) з 1937 року. згодом Батьки розлучилися і мати до кінця життя жила в Одесі.
Навчався у Військово-медичної академії. Під час Другої світової був медиком. В інтерв'ю радіо «Свобода» Марк Поповський сказав, що пройшов всю Другу світову війну, переніс Ленінградську блокаду, пережив післявоєнні злидні і 6 років після війни голодував. Коли він став журналістом і членом Союзу письменників СРСР, то постійно отримував удари від тієї системи.
У 1952 р. закінчив філологічний факультет МГУ. Жив у Москві. До еміграції в СРСР вийшли 18 книг Поповського, присвячених, в основному діячам науки.
Автор художніх біографій вчених Вавілова, Хавкіна та інших; історичних романів, нарисів. Член Спілки письменників (1961—1977), Спілки журналістів (1957—1977) СРСР.
При написанні книги «Життя і житіє Войно-Ясенецького, архиєпископа і хірурга» багаторазово радився зі священиком Олександром Менем. Пізніше і сам хрестився.
У 1970-ті рр. був дисидентом, зібрав бібліотеку Самвидаву, підписував листи-протести. У 1977 р. забезпечував західні газети і радіостанції інформацією про життя в СРСР, був узятий в оперативну розробку КДБ
.
Емігрував у 1977 р., переїхав до США. Жив у Нью-Йорку, в Манхеттені, в районі Вашингтон Хайтс. Співпрацював з радіостанцією «Свобода», газетами «Нове російське слово», «Панорама», літературними журналами. Один із засновників Клубу російських письменників Нью-Йорка. Віце-президент організації «Письменники у вигнанні» американського відділення ПЕН-клубу.

## Критика
Кандидат біологічних наук Е. С. Левіна (Інститут історії природознавства і техніки РАН, Москва) у своїй рецензії на книгу Поповського «Справа академіка Вавілова» писала: «Зустрічаючи в книзі Поповського посилання на відомі мені документи, не можу не здивуватися вольності їх прочитання». Критик вказувала також на безліч неточностей і помилок, натяжки, схильність покладатися на ненадійні усні свідчення, наявність у цій роботі літературних домислів і невиправданих висновків.

## Книги
- Поповський М. А. Коли лікар мріє… / Ілюстрації А. М. Орлова; Обкладинка В. І. Старосільського. — М.: Трудрезервиздат, 1957. — 192 с. — 90 000 екз. (в пер.)
- Біла пляма. М., Знання, 1960
- «Шлях до серця», М., Воениздат, 1960
- «Друге створення світу», М., Молода гвардія, 1960, — 224 с., 30 000 екз.
- Живе зерно. М., Госполитиздат, 1961
- «Розірвана павутина», М., Радянська Росія, 1963
- Люди і хліб. М., 1962
- Цілюща сталь. М., 1962
- «По слідах відступаючих», М., Молода гвардія, 1963
- «Доля доктора Хавкіна», М., Видавництво східної літератури, 1963
- «Годувальники планети», М., Знання,1964 — 100 с., 15 000 екз.
- «П'ять днів одного життя», М., Дитяча література, 1965
- «Дорожче золота», М., Дитяча література, 1966 — 176 с., 50 000 екз.
- «Треба поспішати», М., Дитяча література, 1968
- «Той, хто сперечався. Повість про Леоніда Ісаєва».1969
- «Над картою людських страждань», М., Дитяча література,1971
- «Люди серед людей», М., Дитяча література, 1972
- «Панацея — дочка Ескулапа», М., Дитяча література,1973 -272 с., 75 000 екз.
- Побежденное час. М., Политиздат, 1975
- «Червневі новини», (1978)
- «Керована наука», (1978)
- «Життя і житіє Войно-Ясенецького, архиєпископа і хірурга», Paris, YMCA-press, 1979
- «Справа академіка Вавілова», (1983)
- «Російські мужики розповідають», London, 1983
- «Третій зайвий. Він, вона і радянський режим», (1985)
- Справа академіка Вавілова. М., Книга, 1991
- «На іншій стороні планети», три томи (1993—1997)
- «Ми — там і тут», (2000)
- «Сімдесяті (записки максималіста)», → (2010)[10]

## Архівна спадщина
Частина документів Поповського, пов'язаних з Самвидавом, зберігається в архівному фонді «Християнської Росії» в італійському місті Серіате.